# Eugen Kling
Eugen Kling (* 14. Februar 1899 in München; † 21. Dezember 1971 in Burghausen) war ein deutscher Fußballspieler.

## Karriere

### Vereine
Kling begann als linker Abwehrspieler bei der SpVgg Sendling, einem Münchener Stadtteilverein, mit dem Fußballspielen, bevor er zum FC Rosenheim aus dem gleichnamigen oberbayrischen Ort wechselte. Von 1920 bis 1923 spielte er für den FC Wacker München in der regional höchsten Spielklasse, der Kreisliga Südbayern.
In der Folgesaison spielte er für die SpVgg im TV Hof in der zweitklassigen Liga, bevor er von 1924 bis 1931 für den TSV 1860 München in der erstklassigen Bezirksliga Bayern zum Einsatz kam.
Nach dem Entscheidungsspiel um den dritten Teilnehmer für die Endrunde um die Deutsche Meisterschaft, das er mit seiner Mannschaft (als Sieger Runde der Zweiten) mit 2:0 gegen den FSV Frankfurt (als Dritter der Finalrunde um die Süddeutsche Meisterschaft) gewann, drang er mit seiner Mannschaft bis ins Halbfinale vor, das er mit ihr am 29. Mai 1927 jedoch mit 1:4 gegen den späteren Deutschen Meister 1. FC Nürnberg verlor. Für Kling bedeutete dieser Erfolg aber auch ein Auftritt im Trikot der deutschen Nationalmannschaft.
Seine Fußballer-Karriere ließ der kaufmännische Angestellte in der Saison 1931/32 bei Wacker Burghausen in der Kreisliga ausklingen.

### Nationalmannschaft
Sein einziges Länderspiel bestritt er am 2. Oktober 1927 in Kopenhagen bei der 1:3-Niederlage gegen die Nationalmannschaft Dänemarks.

### Nationalsozialismus
Kling trat zum 1. Mai 1933 der NSDAP bei (Mitgliedsnummer 2.943.849). Zum selben Datum trat er der SS bei, März 1943 wurde er zum Oberscharführer befördert. Kling galt als fanatischer Nationalsozialist und wurde bei der Entnazifizierung 1947 als Belasteter eingestuft, bevor er 1949 als Mitläufer kategorisiert wurde.

## Erfolge
- Süddeutscher Meister 1922
- Bayrischer Meister 1922
- Südbayrischer Meister 1921, 1922